# Chalva Noutsoubidzé
Pour les articles homonymes, voir Nutsubidze.
Chalva Noutsoubidzé (en géorgien : შალვა ნუცუბიძე), né le 14 décembre 1888 et mort le 6 janvier 1969  est un philosophe géorgien, qui s'est beaucoup impliqué comme traducteur, et l'un des fondateurs de l'Université d'État de Tbilissi, initiateur de l’Aléthologie (en), il est aussi celui qui donne sa place à l'école scientifique d'histoire de la philosophie géorgienne. Il est membre de l’Académie nationale des sciences de Géorgie.

## Biographie
Il naît en 1888 dans le village de Partskhanakanebi (près de Koutaïssi, en Géorgie occidentale). En 1910 il est diplômé de l'Université de Saint-Pétersburg en Russie). En 1911-1914 il poursuit ses études à l'université de Leipzig en Allemagne. En 1915 il obtient le doctorat en philosophie.
En 1916-1918 il est professeur associé de l'université de Saint-Pétersbourg. En 1918 il est l'un des fondateurs de l'université d'État de Tbilissi. Il y enseigne de 1918 à 1953 et de 1960 à 1969 (avec la place de vice-recteur en 1920-1929).
En 1925-1926 il est professeur invité à l'université de Leipzig. En 1927 il est docteur en sciences philosophiques.
En 1944 il est élu membre de l'Académie nationale des sciences de Géorgie.
Ses principaux champs d'activité scientifique sont : aléthologie, histoire de la philosophie géorgienne, histoire de la littérature géorgienne ancienne, roustvélologie (recherche sur Chota Roustaveli), problèmes de la renaissance orientale. 
Il a beaucoup travaillé comme traducteur : il traduit Le Chevalier à la peau de panthère de Chota Roustaveli, Visramiani et d'autres œuvres littéraires fondamentales de Géorgie en russe. 
Il émet l'hypothèse de l'identité entre le Pseudo-Denys l'Aréopagite et le philosophe géorgien du Ve siècle Pierre l'Ibère (Théorie de Noutsoubidzé-Honigmann).
Il meurt en 1969, à Tbilissi. Il est enterré dans le jardin de l'Université de Tbilissi.

## Quelques œuvres
- (ru) Sh. Nutsubidze. "Bolzano and theory of Science".- "Voprosi Filosofii i Psikhologii", vol. I-II, St.Petersburg, 1913
- (de) Sch. Nutsubidse. "Wahrheit und Erkenntnisstruktur. Erste Einleitung in den Aletheiologischen Realismus" (monographie), Berlin-Leipzig, 1926
- (de) Sch. Nutsubidse. "Philosophie und Weisheit. Specielle Einleitung in die Aletheiologie" (monographie), Berlin-Kenigsberg, 1931
- (ru) Sh. Nutsubidze. "Mystery of Pseudo-Dionys Areopagit (monographie), Tbilisi, 1942
- (ru) Sh. Nutsubidze. "Rustaveli and the Oriental Renessance" (a monograph), Tbilisi, 1947, 1967
- (ka) Sh. Nutsubidze. "History of Georgian Philosophy", Vol. I, Tbilisi, 1956; Vol. II, Tbilisi, 1958
- (ru) Sh. Nutsubidze. "Peter of Iberian and problems of the Areopagitics".- Proceedings of the Tbilisi State University, vol. 65, Tbilisi, 1957